# Umano (singolo)
Umano è un singolo del gruppo musicale italiano Eugenio in Via Di Gioia, pubblicato il 26 novembre 2021.

## Video musicale
Il videoclip del brano, diretto da Gabriele Ottino, Paolo Bertino e Sharon Ritossa, è stato pubblicato il 9 dicembre 2021 sul canale YouTube del gruppo.

## Tracce
1. Umano – 3:15